# اریبهتا (دهانه)
اریبهتا یک دهانه برخوردی در ماه است.